# Steve Malovic
Stephen Lawrence «Steve» Malovic (Cleveland, Ohio; 21 de julio de 1956 - Phoenix, Arizona; 13 de abril de 2007) fue un jugador de baloncesto estadounidense que jugó una temporada en la NBA, además de hacerlo en la liga italiana y la liga israelí. Con 2,08 metros de estatura, lo hacía en la posición de ala-pívot.

## Trayectoria deportiva

### Universidad
Tras jugar dos años con los Trojans de la Universidad del Sur de California, donde promedió 8,4 puntos y 6,7 rebotes por partido, jugó durante dos temporadas más con los Aztecs de la Universidad Estatal de San Diego, en las que promedió 15,0 puntos y 8,6 rebotes. En su última temporada fue incluido en el mejor quinteto de la Western Athletic Conference.

### Profesional
Fue elegido en el puesto 149 del Draft de la NBA de 1978 por Phoenix Suns, con quienes no llegó a debutar, siendo adquiridos sus derechos al año siguiente por los Washington Bullets a cambio de dos futuras rondas del draft, donde tras disputar un único partido fue enviado a San Diego Clippers a cambio también de una futura ronda. Allí disputó 28 partidos en los que promedió 1,9 puntos y 2,1 rebotes. Tras ser despedido mediada la temporada, firmó por diez días con los Detroit Pistons, con los que acabó terminando la temporada disputando diez partidos, en los que promedió 2,6 puntos y 2,8 rebotes.
En 1980 inició su andadura europea fichando por el Stella Azzurra Roma de la liga italiana, con los que disputó una temporada en la que promedió 14,3 puntos y 6,6 rebotes por partido. Acabada la misma fichó por el Real Madrid español, con los que únicamente disputó la Copa Intercontinental, competición que acabó ganando.
El resto de su carrera deportiva transcurrió en diversos equipos de la liga israelí, a excepción de cuatro partidos que disputó con el Viola Reggio Calabria italiano. En 1993 conquistó el título de liga, jugando en las filas del Hapoel Galil Elyon.

## Estadísticas de su carrera en la NBA

### Temporada regular
| Temporada | Edad | Equipo             | Liga | Pos. | P  | TIT | MIN  | TC  | TCA | %TC  | 3P  | 3PA | %3P | 2P  | 2PA | %2P  | TL  | TLA | %TL  | R.OF. | R.DEF. | REB | ASIS | ROB | TAP | PER | FP  | PTS |
| 1979-80   | 23   | TOTAL              | NBA  | PF   | 39 |     | 11.4 | 0.8 | 1.7 | .463 | 0.0 | 0.0 |     | 0.8 | 1.7 | .463 | 0.5 | 0.7 | .667 | 0.9   | 1.3    | 2.2 | 0.7  | 0.2 | 0.2 | 0.6 | 1.3 | 2.1 |
| 1979-80   | 23   | Washington Bullets | NBA  | PF   | 1  |     | 6.0  | 0.0 | 0.0 |      | 0.0 | 0.0 |     | 0.0 | 0.0 |      | 1.0 | 4.0 | .250 | 0.0   | 0.0    | 0.0 | 0.0  | 1.0 | 0.0 | 0.0 | 0.0 | 1.0 |
| 1979-80   | 23   | San Diego Clippers | NBA  | PF   | 28 |     | 9.9  | 0.8 | 1.5 | .548 | 0.0 | 0.0 |     | 0.8 | 1.5 | .548 | 0.3 | 0.3 | .778 | 1.0   | 1.1    | 2.1 | 0.4  | 0.2 | 0.0 | 0.5 | 1.3 | 1.9 |
| 1979-80   | 23   | Detroit Pistons    | NBA  | PF   | 10 |     | 16.2 | 0.8 | 2.5 | .320 | 0.0 | 0.0 |     | 0.8 | 2.5 | .320 | 1.0 | 1.4 | .714 | 0.9   | 1.9    | 2.8 | 1.4  | 0.2 | 0.5 | 0.9 | 1.6 | 2.6 |
| Total     |      |                    | NBA  |      | 39 |     | 11.4 | 0.8 | 1.7 | .463 | 0.0 | 0.0 |     | 0.8 | 1.7 | .463 | 0.5 | 0.7 | .667 | 0.9   | 1.3    | 2.2 | 0.7  | 0.2 | 0.2 | 0.6 | 1.3 | 2.1 |